# Pseudancistrus coquenani
Pseudancistrus coquenani är en fiskart som först beskrevs av Steindachner, 1915.  Pseudancistrus coquenani ingår i släktet Pseudancistrus och familjen Loricariidae. Inga underarter finns listade i Catalogue of Life.